# Eduard von Schwartzkoppen

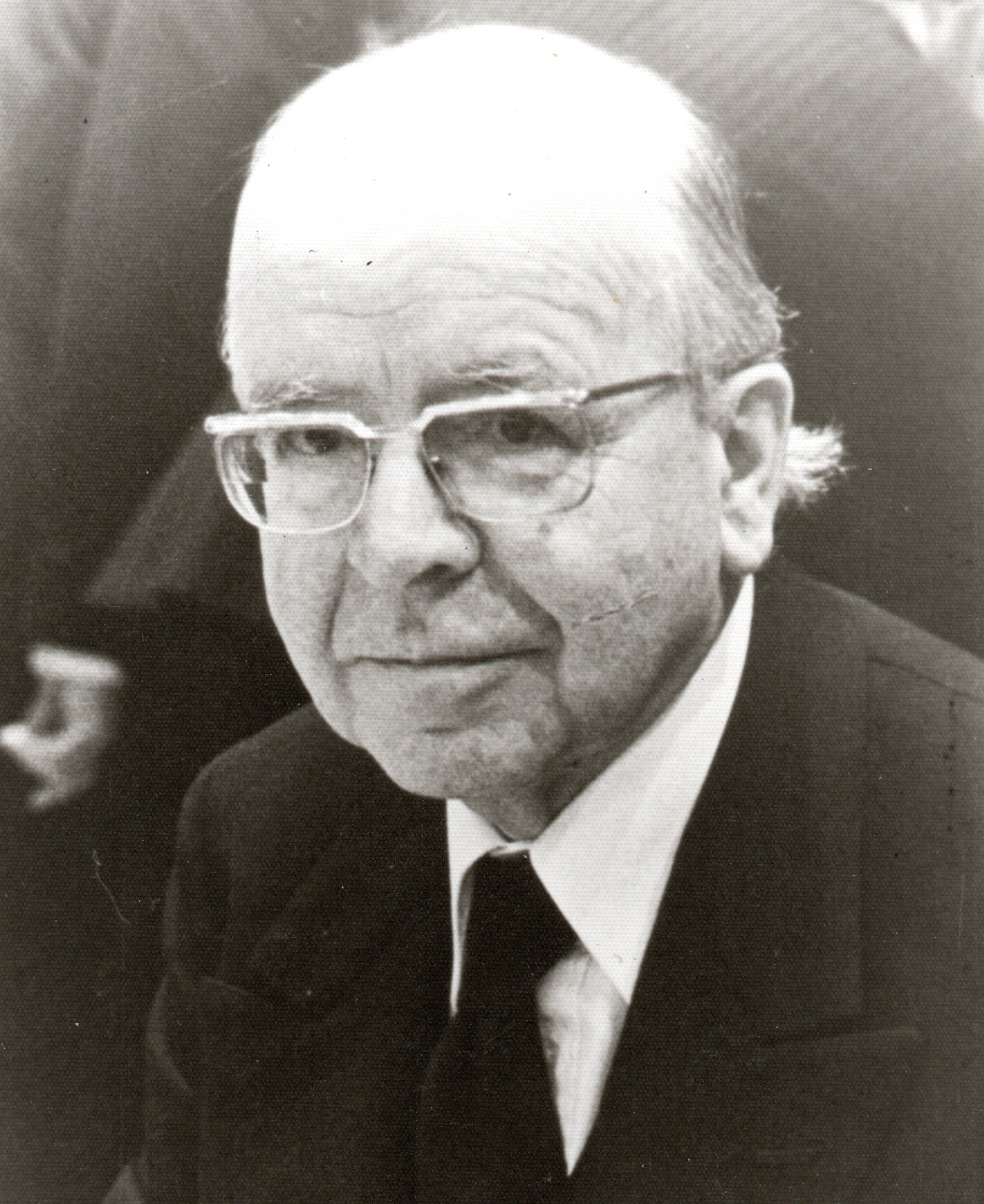
Dr. Eduard von Schwartzkoppen (ca. 1978)

Eduard von Schwartzkoppen (geboren 3. März 1903 in Berlin; gestorben 11. Oktober 1978) war ein deutscher Jurist und Bankier.

## Leben
Eduard von Schwartzkoppen wurde 1903 als Sohn einer preußischen Offiziers- und Diplomatenfamilie in Berlin geboren. Seine weiteren Vornamen waren Hugo Ludwig Ernst. Sein Vater Georg Rüdiger Johann Friedrich von Schwartzkoppen (geboren am 18. November 1854, gestorben am 26. Juni 1918) war Diplomat und als Kaiserlicher Wirklich Geheimer Legationsrat Leiter der Personalabteilung im Auswärtigen Amt. Seine Mutter war Marie Luise Wilhelmine Natalie Ottilie Johanne von Schwartzkoppen, geborene von Oertzen (geboren am 25. Mai 1873, gestorben am 23. März 1944). Seine Schwester war Luise von Schwartzkoppen, geboren 1902 in Berlin, gestorben 1986 in Berlin.
1920 legte Eduard von Schwartzkoppen die Reifeprüfung in Berlin ab. 1924 absolvierte er das Referandarexamen und promovierte zum Dr. Iur. an der Universität Heidelberg. 1924 bis 1926 war er wissenschaftlicher Hilfsarbeiter in der Schiedsgerichtsabteilung des Auswärtigen Amtes. 1927 wurde er Gerichtsassessor und Referent am Kaiser-Wilhelm-Institut für ausländisches Öffentliches Recht und Völkerrecht in Berlin. Im Auftrag des Reichsjustizministeriums arbeitete er 1929 bis 1930 in Madrid. 1931 wurde er Justiziar bei der Berliner Handels-Gesellschaft (BHG); 1938 Syndikus und Mitglied der Direktion der BHG und 1944 Geschäftsinhaber der BHG.
Im Anschluss an eine Besprechung mit der sowjetischen Militärregierung am 4. Mai 1945 wurden die beiden Geschäftsführer der Berliner Handelsgesellschaft (BHG), Herbert von Breska und Eduard von Schwartzkoppen, festgenommen. Eduard von Schwartzkoppen wurde im Anschluss daran fünf Jahre lang im Speziallager Nr. 2 Buchenwald festgehalten. Bei seiner Entlassung litt er unter Tuberkulose. Nach seiner Rückkehr aus der Internierung 1951 arbeitete Eduard von Schwartzkoppen beim Wiederaufbau der BHG in Frankfurt am Main mit. Er plante 1969 für die Fusionierung mit der Frankfurter Bank. 1970 schied er als Geschäftsinhaber aus und übernahm einen Sitz im Aufsichtsrat der BHF-Bank.
Im Jahr 1969 schenkte Eduard von Schwartzkoppen das Gemälde Die Quelle des Lison von Gustave Courbet der Alten Nationalgalerie.
1978 errichtete er die "Eduard v. Schwartzkoppen-Stiftung" zur Förderung der wissenschaftlichen Forschung an den Instituten für ausländisches und internationales Recht der Max-Planck-Gesellschaft.

## Auszeichnungen
- Großes Verdienstkreuz des Bundesverdienstkreuzes, 1978

## Werke

### Schriften
- (mit Ernst Schmitz): Die Zivilgesetze der Gegenwart: Sammlung europäischer und außereuropäischer Privatrechtsquellen. Mannheim [u. a.]: Bensheimer, 1927. Bd. 1 (1931), S. 251–318.